# Josep Maria Llobet i Arteman
Josep Maria Llobet i Arteman   (Barcelona, 18 de març de 1917 - Vallvidrera, 30 d'abril de 2008), conegut com a Turuta, fou un pilot de motociclisme català, un dels més destacats a l'estat espanyol durant la postguerra. Entre els seus nombrosos èxits cal esmentar el Campionat d'Espanya de velocitat de 1949) en 125 cc i la victòria (formant equip amb Joan Soler Bultó) a la primera edició de les 24 Hores de Montjuïc, el 1955.
Turuta estigué molt vinculat a la fundació dels dos grans fabricants catalans de motocicletes, Montesa i Bultaco, desenvolupant-hi a més tasques de responsabilitat (com ara a Montesa, on feu de formador de pilots i contribuí al sorgiment d'importants corredors).

## Biografia
El seu pare, Alfons Llobet, era concessionari de la marca de cotxes Elizalde (juntament amb el seu soci Pujadas) i competia en curses d'automobilisme. Justament l'any que nasqué son fill, Alfons guanyà la segona Volta a Catalunya conduint un Elizalde Tipo 20.
Amb l'esclat de la guerra civil espanyola, Alfons Llobet fou assassinat i la família es traslladà a Donosti, País Basc. Un cop allà, Josep Maria Llobet s'incorporà a l'exèrcit revoltat, on seguí un curs de pilot d'aviació i ingressà a la Escuadrilla Morato de caces. Degut al seu caràcter jovial i la seva petita estatura, adquirí el sobrenom de "Turuta" (en castellà es diu així del soldat que toca la corneta) que arrossegaria tota la vida.
Acabada la guerra, la família Llobet tornà a Barcelona i allí en Josep Maria feu amistat amb Francesc Xavier Bultó, qui l'introduí en el món de la moto. El 1942, Llobet es comprà una NSU 125 cc, amb la qual començà a competir i a destacar per la seva habilitat. La primavera de 1945 guanyà la primera cursa disputada al Circuit de Montjuïc després de la guerra, amb un prototipus de Montesa de 100 cc.
Al llarg de la seva carrera competí en curses de velocitat, ral·lis, tot terreny, pujades de muntanya (guanyant diverses vegades les de Vallvidrera, Montserrat i Rabassada) i resistència, sense abandonar mai la seva condició de pilot amateur, cosa que li permetia la seva posició acomodada.

## Resultats al Mundial de motociclisme[3]
| Any  | Categoria | Moto    | Curses | Victòries | Podi | Pole | Fast lap | Punts | Posició |
| ---- | --------- | ------- | ------ | --------- | ---- | ---- | -------- | ----- | ------- |
| 1951 | 125cc     | Montesa | 1      | 0         | 0    | 0    | 0        | 1     | 14è     |

1. ↑   Sisè al Tourist Trophy de l'Illa de Man.